# Ivan Kurz
Ivan Kurz (* 29. listopadu 1947 Praha) je český hudební skladatel a pedagog. Je jedním z významných představitelů současné skladatelské generace, do povědomí hudební veřejnosti se zapsal jako tvůrce hudby pódiové i jako přední autor hudby filmové a divadelní.
Uznání si Kurzova tvorba získala nejen díky své profesionální technické kvalitě, ale především hloubkou a opravdovostí svého sdělení. V jeho hudební řeči dominuje ideál postmoderny, zobrazující se v syntéze kompozičních prostředků. Je autorem mnoha skladeb komorních, vokálních i kompozic elektroakustických. Těžiště jeho tvorby leží zejména v partiturách pro symfonický orchestr. Jeho díla jsou prováděna předními symfonickými a komorními tělesy (Česká filharmonie, FOK, Symfonický orchestr českého rozhlasu, Stamicovo kvarteto, Doležalovo kvarteto, Kühnův dětský sbor, aj.) v tuzemsku i v zahraničí. Od roku 1977 působí jako pedagog na hudební fakultě AMU. Do obecného povědomí nejširší veřejnosti vstoupila jeho filmová hudba k televizním seriálům „Panoptikum města pražského“ a „Četnické humoresky“.

## Životopis

### Studia
Po maturitě na Gymnáziu Na Zatlance studoval skladbu na hudební fakultě AMU ve třídě prof. Emila Hlobila, absolvoval 1971. V letech 1971–1975 působil v Československé televizi jako externí dramaturg v redakci hudebního vysílání. Současně pokračoval v postgraduálním studiu, interní uměleckou aspiranturu ukončil na hudební fakultě AMU u prof. Václava Dobiáše (1976).

### Působení na HAMU
V letech 1977–1990 působil jako odborný asistent na katedře teorie a dějin hudby HAMU, současně zastával funkci tajemníka této katedry. Na hudební fakultě AMU se posléze habilitoval a byl jmenován docentem pro obor skladba 1990. 1990–1996 působil jako docent na katedře skladby HAMU, zároveň (od roku 1993) zastával funkci proděkana. Profesorské jmenovací řízení proběhlo v roce 1996. V témže roce byl jmenován pro obor skladba profesorem. Dále na hudební fakultě AMU působil jako pedagog, proděkan (do konce roku 1997), následně děkan fakulty (1997–2000) a vedoucí katedry skladby (2004–2010). V současné době působí na katedře skladby jako pedagog, je členem umělecké rady HAMU.

Ve veřejném životě zastává funkce člena dozorčí rady OSA.

## Dílo

### Skladby orchestrální (výběr)
- I. Symfonie - pro velký orchestr (1973) 21´
- Vivat Kamila - suita pro smyčcový orchestr (1973) 16´
- Concertino pro klavír, flétnu, bicí nástroje a smyčcový orchestr (1974) 18´
- Letní muzika - suita pro smyčcový orchestr (1975) 14´
- II. Symfonie - pro velký orchestr (1977) 20´
- Nakloněná rovina - obraz pro symfonický orchestr (1979) 17´
- Vzlínání - obraz pro symfonický orchestr (1981) 23´
- Podobenství - obraz pro symfonický orchestr (1983) 14´
- Na dlani – směs moravských lidových písní pro komorní orchestr (1985) 15´
- III. Symfonie - pro velký orchestr (1986) 25´
- Bláznovská zvěst - obraz pro symfonický orchestr a smíšený sbor (1987) 23´
- K Tobě jdu - obraz pro symfonický orchestr (1988) 19´
- Advent - fantazie pro varhany, cembalo, dětský sbor, smyčcový orchestr a recitátora (biblické texty) (1991) 14´
- Zpověď - koncert pro fagot a symfonický orchestr (1991) 24´
- Slavnostní fanfara k 50letí AMU (1996) 3´
- Ave Maria – pro soprán a orchestr (2001) 16´
- Missa Bohemica – pro dětský sbor a komorní orchestr (2001) 16´
- Magnifikace – hudba pro komorní orchestr (2003) 11´
- Píseň Beránkova- pro soprán a komorní orchestr (2004) 14´
- Zahrada života - obraz pro symfonický orchestr (2004) 21´
- Duše živá - obraz pro symfonický orchestr (2005) 18´
- Četnické humoresky, koncertní suita z hudby ke stejnojmennému televiznímu seriálu (2007) 25´
- Krajiny andělské – pro baryton a orchestr (2009) 18´
- Krása – pro mezzosoprán a orchestr (2012) 17´
- Strom života - obraz pro symfonický orchestr (2013) 16´
- Návrat ztraceného syna - obraz pro symfonický orchestr (2016) 19´
- IV. Symfonie "Ejhle, Hospodin přijde" (2017) 22´
- Most ke světlu - melodram pro recitátora a dechový orchestr /text sestavený ze vzpomínek pacienta, který prošel zážitkem klinické smrti/ (2019) 15´
- Zaslíbení - pro klarinet a smyčcový orchestr (2020) 14´
- Panoptikum města pražského - směs melodií pro tubu a smyčcový orchestr (2020) 8´

### Skladby komorní (výběr)
- Pětilístek - suita pro klavír (1973) 12´
- I. Sonáta pro housle a klavír (1975) 19´
- Sonáta pro klavír (1976) 15´
- Vitamíny - trio pro vl., vlu.,a vce nebo jako duo pro flétnu a klavír (1977) 12´
- Notokruh – 1. smyčcový kvartet (1979) 14´
- Žalm - sextet pro fl.,vl.,vlu.,ob.,vce., alt /vokál/ (1981) 13´
- Dotyk - klavírní trio (1982) 14´
- Stíny - 4 věty pro kytaru (1983) 13´
- Litanie - pro varhany a bicí nástroje (1984) 24´
- Dvě "Já" - duo pro dvoje housle (1984) 17´
- Očekávání - duo pro lesní roh a klavír (1984) 17´
- Chvalopění - II. Sonáta pro housle a klavír (1985) 15´
- Metafora – fantazie pro pozoun a klavír (1986) 8´
- Pokušení - kvintet pro fl., cl., klavír, cb. a bicí nástroje (1988) 13´
- Ranní modlitby - suita pro sólovou violu (1988) 12´
- Sonatina pro klavír (1988) 11´
- Ranní modlitby - suita pro sólovou violu (1988) 12´
- Reminiscence – věta pro sólový fagot (1988) 7´
- Sólo pro pana Dulziana /fagot sólo/ (1995)
- Trio giocosso – pro klarinet, housle a klavír (1997) 12´
- Sen – trio pro housle, violu, violoncello + bambusy (1998) 12´
- Šípkové růže – 2.smyčcový kvartet (1999) 13´
- Písnička z Bretagne - kvartet pro flétnu, klarinet/housle, violoncello a klavír(2003) 10´
- Píseň Beránkova- pro soprán a klavír (2004) 14´
- Poema konce - hudba k básni M.Cvětajevové pro recitátora, smyčcový kvartet, tam-tam, claves a konkrétní zvukové objekty (2005) 18´
- Včelí políbení - dechový oktet (2ob, 2cl, 2cor, 2fg) (2005) 4´
- Poslední večeře – pro violino sólo a dvanáct smyčcových nástrojů (2006) 13´
- Petr zvoník - melodram podle stejnojmenné básně J.V. Sládka pro recitátora, flétnu, housle, violoncello a klavír (2008) 17´
- Slyším zpívat anděly - 3.smyčcový kvartet (2008) 18´
- Jak létali bohové – aneb malá přednáška o létání v období paleolitu (2010) 15´
- Sólistův chléb – pro tenorový pozoun sólo (2010) 9´
- Zpívající abeceda – férie pro sólový klavír (2011) 12´
- Stříbřité vlákno – kvintet Tr + cor. + 2 trb. + varhany (2011) 14´
- Adamu – 4. Smyčcový kvartet (2011) 13´
- Modlitba srdce – 5. Smyčcový kvartet (2012) 14´
- Hubertské převleky hraběte Šporka pro hoboj a cembalo; též varianta pro klarinet a klavír (meditace nad loveckou árií "Pour aller a la chasse" ze sbírky řádu svatého Huberta) (2014//varianta pro klarinet a klavír 2025) 10´
- Žebřík Jákobův - pro recitátora a klavír /libreto sestaveno z vybraných textů tematicky příbuzných pasáží knihy Genesis, Sefer Jecira a Zjevení sv. Jana/ (2014), 10´
- Dobromysl - pro flétnu a klavír (2015) 10´
- Píseň staré duše - 6. smyčcový kvartet (2016) 14´
- Snová vidina - pro recitátora, flétnu a bicí nástroje /zvonkohra, vibrafon, chimes, gong "e", tam-tam/ na anonymní text (2016) 11´
- Pírka ptáka Ohniváka - obrázek pro sólové violoncello (2017) 7´
- O ptáčkovi, který se bál létat - pohádkové podobenství pro sólovou violu (2017) 10´
- 12 Velikonočních tónů - pro trubku, varhany, zvonkohru a chimes (2018) 10´
- Obrázky na skleněné hoře - malá svita pro klavír (2018) 7,5´
- Rozvzpomínání - věta pro varhany (2020) 9´
- Stalo se - alegorie pro varhany a bicí nástroje (2020) 10´
- Žalmové inspirace - pro varhany sólo (2021) 9´
- Daleké i blízké - pro varhany (2022) 7´
- Očekávání a naděje - duo pro altsaxofon a klavír (2023) 14´
- Druhý Advent - reflexe pro klavírní kvintet a recitátora s použitím biblických textů (2023) 13´
- Souvětí - pro varhany (2024) 6,5´
- Bretaňská modlitba - fantazie na duchovní lidovou píseň pro dvoje varhany (2025) 8´

### Skladby vokální (výběr)
- Létající koberec - cyklus dětských sborů s doprovodem zobcové flétny, houslí, violy a violoncella na texty Jana Vodňanského (1978) 9´
- Máte mátu? - etudy pěvecké i herecké pro tříhlasý dětský sbor a´ cappella na texty Václava Fischera (1982) 10´
- Moravské rozjímání - čtyři písně pro smíšený komorní sbor, dvoje housle, violoncello, bonga a triangl na texty moravské lidové poezie (1985) 14´
- Moravské rozjímání - čtyři písně pro smíšený komorní sbor a`cappella (1985/2017) 13´
- Krásná je modrá obloha - šest písní pro jednohlasý dětský sbor s doprovodem klavíru na texty českých básníků a lidové poezie (1987) 6´
- Prosby - tři dětské sbory a´cappella na texty mariánských modliteb (1994) 10´
- Stabat Mater – pro dětský sbor a smyčcové kvarteto (2000) 15´
- Veni, Sancte Spiritus – pro dětský sbor a smyčcové kvarteto (2001) 15´
- Ave Maria – pro soprán a orchestr (2001) 16´
- Missa Bohemica – pro dětský sbor a komorní orchestr (2001) 16´
- Te Deum – pro dětský sbor, smíšený sbor a varhany (2002) 15´
- Píseň Beránkova- pro soprán a komorní orchestr (verze pro soprán a klavír) (2004) 14´
- Vánoční zpěvy a koledy - pro dětský sbor a cappella (2004) 25´
- Krajiny andělské – pro baryton a orchestr (2009) 18´
- Missa cum Popullo – pro jednohlasý smíšený sbor a varhany (2011) 12´
- Missa cum Liberis – pro jednohlasý dětský sbor a varhany (2011) 12´
- Krása – pro mezzosoprán a orchestr (2012) 17´
- Jsem Tvoje naděje aneb životní zásady malé duše pro dětský/smíšený sbor a varhany (2013) 12´
- Kolik andělů se vejde na špičku jehly - pro dětský sbor a harfu (2017) 11´
- Beránku Boží - mešní ordinárium pro soprán/dívčí dětský sbor a smyčcový orchestr (též varianta pro soprán a smyčcový kvintet) (2020) 14´

### Skladby elektroakustické
- Pět elektronických etud (1975) 6´
- Pět konkrétních etud (1975) 7´
- Elektroakustická suita (1976) 7´
- Reverie (1982) 8´
- Poema konce – hudba k básni M.Cvětajevové pro recitátora, smyčcový kvartet, tam-tam, claves a konkrétní zvukové objekty (2005) 18´

### Tvorba hudebně dramatická
- Večerní shromáždění – opera-melodram o prologu a čtyřech jednáních podle autobiografické novely Joni Eareckson, na libreto skladatele (1989–1990) 120´

### Tvorba oratorní
- Fatima stále aktuální – oratorium pro sóla, smíšený sbor, recitátora a symfonický orchestr (texty mariánských zjevení) (1992) 22´
- Maria vykládá Apokalypsu – oratorium pro sóla, smíšený sbor, recitátora a symfonický orchestr (texty mariánských zjevení) (1993) 20´
- Veliká očista – oratorium pro sóla, smíšený sbor, recitátora a symfonický orchestr (texty mariánských zjevení) (1995) 15´
- Naděje – oratorium pro sóla, sbor, recitátora a orchestr (texty mariánských zjevení) (1996) 15´
- Na konci času (čtyři oratoria pro sóla, sbor, recitátora a orchestr – viz předchozí čtyři tituly) (texty mariánských zjevení) (1993–1996) 72

### Filmové hudby (výběr)
- Túžby po vzpomienkách
- Oázy v poušti
- Medina
- Starožitníkův krám
- Odstřel
- Portrét
- Zahrada dětí (dvojdílná inscenace)
- Třetí princ
- Vrak
- Psí kůže
- Jestřabí věž
- Pozor, je ozbrojen
- Adam a Eva
- Kukačka v temném lese
- Mít někoho do deště
- Úplatek
- Panoptikum města pražského (desetidílný seriál)
- Četnické humoresky 1. řada (13dílný televizní seriál)
- Četnické humoresky 2. řada (13dílný televizní seriál)
- Četnické humoresky 3. řada (13dílný televizní seriál)

### Hudby pro divadlo (výběr)
- Urfaust
- Maškaráda
- Výnosné místo
- Až přijde človíček
- Richard II.
- Sen noci Svatojanské
- Rajská zahrada
- Večer tříkrálový
- Dorian Gray
- Kalif Čápem
- Za kůzlátky do pohádky